# Ultrix
Ultrix — операционная система семейства BSD Unix, разработанная Digital Equipment Corporation (DEC) для своих компьютеров серий PDP и VAX.

## История
Изначально операционная система Unix была разработана для компьютеров DEC, особенно PDP-7 и PDP-11. На более поздних компьютерах DEC, таких как VAX, Unix тоже была популярна. Портирование на VAX под названием UNIX/32V было завершено в 1978. Однако DEC выпускала собственную проприетарную операционную систему VMS, задолго до того как они признали Unix.